# Женская сборная Шри-Ланки по хоккею на траве
Женская сборная Шри-Ланки по хоккею на траве — женская сборная по хоккею на траве, представляющая Шри-Ланку на международной арене. Управляющим органом сборной выступает Федерация хоккея на траве Шри-Ланки (англ. Sri Lanka Hockey Federation).
Сборная занимает (по состоянию на 1 января 2015) 49-е место в рейтинге Международной федерации хоккея на траве (FIH).

## Результаты выступлений

### Чемпионат Азии
- 1985—1999 — не участвовали
- 2004 — 8-е место
- 2007 — не участвовали
- 2009 — 11-е место
- 2013 — не участвовали

### Мировая лига
- 2012/13 — 35-37 место (выбыли в 1-м раунде)
- 2014/15 — ?? место (участвуют во 2-м раунде; он будет в марте 2015)